# Scuola del Teatro Musicale
La Scuola del Teatro Musicale, acronimo STM, è un'istituzione di alta formazione artistica, musicale e coreutica e polo di produzione teatrale con sede presso il Teatro degli Arcimboldi di Milano.
Fondata nel 2013 in collaborazione con Compagnia della Rancia e Fondazione Teatro Coccia, a partire dall’anno accademico 2019/20 diviene il primo istituto per la formazione nel musical a poter rilasciare un Diploma Accademico di I livello in Recitazione, in seguito al riconoscimento da parte del Ministero dell'università e della ricerca.

## Struttura
La Scuola del Teatro Musicale, oltre alla sede centrale presso il Teatro degli Arcimboldi a Milano, ha altre tre sedi sul territorio nazionale: il Teatro Coccia a Novara, il Teatro Politeama Pratese a Prato e Il Maggiore a Verbania.
L’offerta didattica è suddivisa in corsi professionali, con ingresso su audizione, e corsi open, ad accesso libero.

### Corsi professionali
- Corso Triennale per Attori del Teatro Musicale (Diploma Accademico di I livello in Recitazione)[8]
- Corso Preaccademico[9]
- Master in Regia del Musical[10]
- Master in Direzione Musicale[11]

### Corsi open
- Musical[12]
- Recitazione[13]
- Canto[14]
- Scuola di danza[15]

## Produzioni
Oltre alla messa in scena di spettacoli educational e all’attività concertistica, dal 2015 la Scuola del Teatro Musicale è diventata anche centro di produzione teatrale.

### Musical
- Next to Normal (2015)[17]
- Green Day's American Idiot (2017) con Luca Gaudiano nel ruolo di Will[18]
- Oklahoma! (2020)[19]

### Prosa
- L'attimo fuggente (2019) con Ettore Bassi nel ruolo del prof. Keating[20]

### Opera
- Le nozze di Figaro (2019)[21]
- Ami e Tami (2019)[22]

## Pubblicazioni

### Libri
- Scuola del Teatro Musicale 2013-2018, Marco Iacomelli, 2018[23]
- Recitare il Musical, Joe Deer e Rocco dal Vera, ed. italiana a cura di Marco Iacomelli e Francesco Marchesi, 2019[24]
- Dirigere il Musical, Joe Deer, ed. italiana a cura di Marco Iacomelli, 2019[24]
- Garinei e Giovannini. Le commedie musicali dal 1952 al 1962, Costanza Filaroni, 2020[25]

### Musica
- Next to Normal
- Rent

## STM Care
Il dipartimento STM Care si occupa di attività di inclusione e attenzione alle situazioni di disagio e difficoltà, passando attraverso l'educazione teatrale e l'esperienza del palcoscenico. In particolare, il progetto si rivolge a ragazzi affetti dalla sindrome di Down e a minori con situazioni famigliari problematiche. Dal 2014 collabora attivamente con Dynamo Camp.